# Lattulansaari
Lattulansaari är en ö i Finland. Den ligger i Ule träsk och i kommunen Kajana i den ekonomiska regionen  Kajana ekonomiska region  och landskapet Kajanaland, i den centrala delen av landet, 500 km norr om huvudstaden Helsingfors. Öns area är 2,4 hektar och dess största längd är 230 meter i nord-sydlig riktning.